# Етамп (округ)
Округ Етамп (фр. Arrondissement d'Étampes) — округ у Франції, в департаменті Ессонн. 2023 року округ об'єднував 75 муніципалітетів, населення становило 132 124 особи.
Адміністративний центр (супрефектура) — Етамп.

## Склад
Округ включає в себе 6 кантонів:
| Кантон       | Площа, км² | Населення, осіб | Рік  | Адміністративний центр | Кількість муніципалітетів |
| ------------ | ---------- | --------------- | ---- | ---------------------- | ------------------------- |
| Дурдан       | 138,39     | 15874           | 2007 | Дурдан                 | 11                        |
| Етамп        | 202,74     | 32426           | 2007 | Етамп                  | 11                        |
| Етреші       | 98,63      | 20388           | 2007 | Етреші                 | 12                        |
| Ла-Ферте-Але | 110,22     | 24040           | 2007 | Ла-Ферте-Але           | 12                        |
| Меревіль     | 232,19     | 14999           | 2007 | Меревіль               | 22                        |
| Сен-Шерон    | 94,93      | 26285           | 2007 | Сен-Шерон              | 11                        |

## Населені пункти
Найбільші населені пункти округу з населенням понад 5 тисяч осіб:
| Муніципалітет | Населення, осіб | Рік  | Кантон       |
| ------------- | --------------- | ---- | ------------ |
| Етамп         | 22306           | 2007 | Етамп        |
| Дурдан        | 9435            | 2007 | Дурдан       |
| Бреє          | 8150            | 2007 | Сен-Шерон    |
| Іттвіль       | 6325            | 2007 | Ла-Ферте-Але |
| Етреші        | 6219            | 2007 | Етреші       |
| Ларді         | 5754            | 2007 | Етреші       |

## Муніципалітети
Список муніципалітетів округу та їхні коди INSEE:
1. Аббевіль-ла-Рив'єр (91001)
2. Анжервіль (91016)
3. Арранкур (91022)
4. Бланді (91067)
5. Больн (91047)
6. Бре-Жуї (91106)
7. Брієр-ле-Селле (91109)
8. Бруї (91112)
9. Буа-Ерпен (91075)
10. Буассі-ла-Рив'єр (91079)
11. Буассі-ле-Кютте (91080)
12. Буассі-ле-Сек (91081)
13. Буассі-су-Сент-Іон (91085)
14. Бувіль (91100)
15. Буре-сюр-Жуїн (91095)
16. Бутервільє (91098)
17. Бутіньї-сюр-Ессонн (91099)
18. Вальпюїзо (91629)
19. Вер-сюр-Ессонн (91639)
20. Відель (91654)
21. Вільконен (91662)
22. Вільнев-сюр-Овер (91671)
23. Гіллерваль (91294)
24. Гіньєвіль-сюр-Ессонн (91293)
25. Дурдан (91200)
26. Д'Юїзон-Лонгвіль (91198)
27. Етамп (91223)
28. Етреші (91226)
29. Жанвіль-сюр-Жуїн (91318)
30. Іттвіль (91315)
31. Конжервіль-Тьйонвіль (91613)
32. Корбрез (91175)
33. Ла-Ферте-Але (91232)
34. Ла-Форе-ле-Руа (91247)
35. Ла-Форе-Сент-Круа (91248)
36. Ларді (91330)
37. Ле-Валь-Сен-Жермен (91630)
38. Ле-Гранж-ле-Руа (91284)
39. Ле-Меревіллуа (91390)
40. Мароль-ан-Бос (91374)
41. Мепюї (91399)
42. Меробер (91393)
43. Мондвіль (91412)
44. Моннервіль (91414)
45. Мориньї-Шампіньї (91433)
46. Мошам (91378)
47. Овер-Сен-Жорж (91038)
48. Орво (91473)
49. Ормуа-ла-Рив'єр (91469)
50. Отон-ла-Плен (91035)
51. Плессі-Сен-Бенуа (91495)
52. Пюїзеле-ле-Маре (91508)
53. Пюссе (91511)
54. Ришарвіль (91519)
55. Руенвіль (91525)
56. Руенвільє (91526)
57. Сакла (91533)
58. Сен-Ілер (91556)
59. Сен-Сір-ла-Рив'єр (91544)
60. Сен-Сір-су-Дурдан (91546)
61. Сен-Сюльпіс-де-Фав'єр (91578)
62. Сен-Шерон (91540)
63. Сент-Ескобій (91547)
64. Сент-Іон (91581)
65. Сермез (91593)
66. Серні (91129)
67. Сузі-ла-Бриш (91602)
68. Торфу (91619)
69. Фонтен-ла-Рив'єр (91240)
70. Шало-Сен-Марс (91130)
71. Шалу-Муліне (91131)
72. Шамаранд (91132)
73. Шаммотте (91137)
74. Шатіньонвіль (91145)
75. Шоффур-лез-Етреші (91148)